# Kanton Darnétal
Kanton Darnétal is een kanton van het Franse departement Seine-Maritime. Het kanton maakt deel uit van het arrondissement Rouen. Het heeft een oppervlakte van 87,29 km² en telde 37.549 inwoners in 2017, dat is een dichtheid van 430 inwoners/km².

## Gemeenten
Het kanton Darnétal omvatte tot 2014 de volgende gemeenten:
- Auzouville-sur-Ry
- Bois-d'Ennebourg
- Bois-l'Évêque
- Darnétal (hoofdplaats)
- Elbeuf-sur-Andelle
- Fontaine-sous-Préaux
- Grainville-sur-Ry
- Le Héron
- Martainville-Épreville
- Préaux
- Roncherolles-sur-le-Vivier
- Ry
- Saint-Aubin-Épinay
- Saint-Denis-le-Thiboult
- Saint-Jacques-sur-Darnétal
- Saint-Léger-du-Bourg-Denis
- Saint-Martin-du-Vivier
- Servaville-Salmonville
- La Vieux-Rue

Door de herindeling van de kantons bij decreet van 27 februari 2014, met uitwerking op 22 maart 2015, maken volgende 15 gemeenten sindsdien deel uit van dit kanton:
- Amfreville-la-Mi-Voie
- Les Authieux-sur-le-Port-Saint-Ouen
- Belbeuf
- Bonsecours
- Darnétal
- Fontaine-sous-Préaux
- Gouy
- Quévreville-la-Poterie
- Roncherolles-sur-le-Vivier
- Saint-Aubin-Celloville
- Saint-Aubin-Épinay
- Saint-Jacques-sur-Darnétal
- Saint-Léger-du-Bourg-Denis
- Saint-Martin-du-Vivier
- Ymare